# Царицыно (музей-заповедник)
Госуда́рственный исто́рико-архитекту́рный, худо́жественный и ландша́фтный музе́й-запове́дник «Цари́цыно» — одно из самых больших музейно-выставочных учреждений Москвы и крупнейший музей-заповедник в городе, в которой входят Царицынский дворцово-парковый ансамбль с комплексом дворцовых построек, Царицынскими прудами и пейзажным парком. Был открыт в 1984 году, с 1998-го входит в состав особо охраняемой природной территории «Царицыно».

## История

### Предпосылки
В 1927 году в Третьем кавалерском корпусе начал работу Царицынский историко-художественный и краеведческий музей. По решению партийных властей он был переориентирован сначала на пропаганду колхозного строя, а в 1937-м закрыт.
В течение 1940—1950-х годов разрабатывались проекты преобразования построек Царицыно под санаторий, загородные дипломатические виллы, завод шампанских вин и шипучих напитков. В 1953-м в газете «Московский строитель» вышла статья «Восстановить архитектурный ансамбль в Царицыне», в которой говорилось о неудовлетворительном состоянии памятника и о возможностях его восстановления. В 1955 году архитектор Дмитрий Васильевич Разов разработал проект реставрации Большого дворца для размещения в нём Академии архитектуры СССР. Замысел в жизнь не воплотили, поскольку планировалось создать в Царицыне музей с экспозицией, посвящённой русской культуре XVIII века, истории архитектуры, народных промыслов и декоративного искусства.
Вице-президент Академии художеств СССР Евгений Вучетич в 1972 году обратился к Леониду Брежневу, Первому секретарю ЦК КПСС, с предложением о реставрации комплекса и размещении в нём Художественного института имени Василия Сурикова. В Большом дворце планировалось разместить творческие факультеты, музей студенческих работ и актовый зал. Проект разрабатывал коллективы «Моспроекта-2» и «Моспроекта-3» под руководством архитектора Михаила Посохина. Однако после смерти Вучетича в 1974-м Академия художеств постепенно утратила интерес к Царицыну.

### ГМЗ «Царицыно»

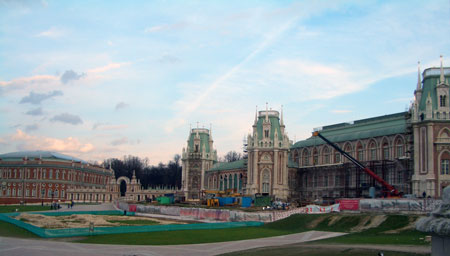
Дворцовый комплекс: Хлебный дом (слева) и Большой дворец в ходе восстановления (справа), 2007 год

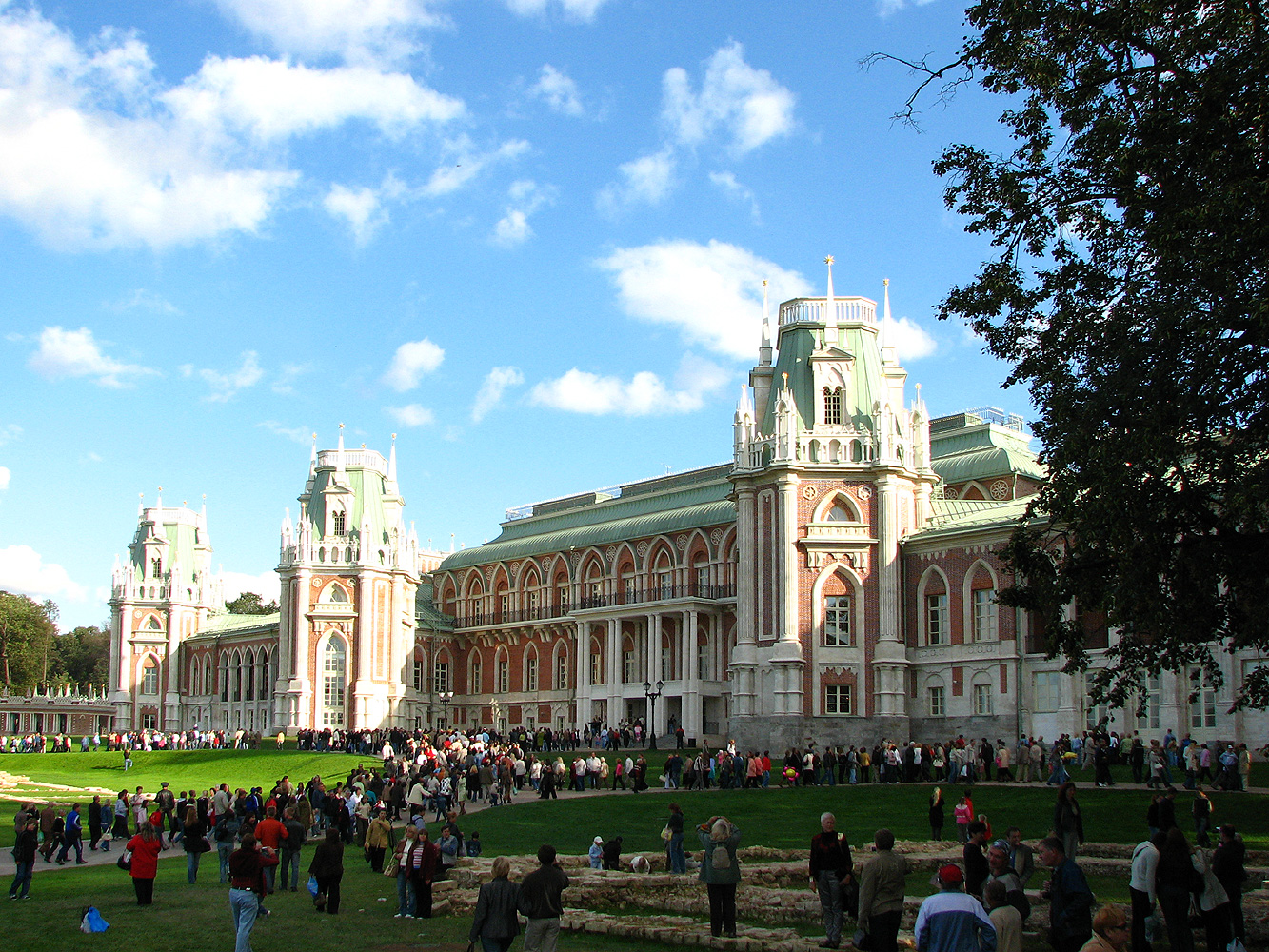
Большой Дворец после восстановления, 2007 год

В 1979 году постановлением Совета министров РСФСР усадьбе был присвоен статус памятника садово-паркового искусства. В начале 1984-го согласно постановлению ЦК КПСС «О народных художественных промыслах» в Царицыне был создан Государственный музей декоративно-прикладного искусства народов СССР (ГМДПИ) под руководством художника Ильи Глазунова. В начале 1992 года комплекс переименовали в Государственный историко-архитектурный, художественный и ландшафтный музей-заповедник «Царицыно», а вскоре после этого московскому району Ленино вернули историческое название Царицыно.
В 1990-е годы коллективу заповедника во главе с директором Всеволодом Ивановичем Аниковичем удалось самостоятельно завершить реставрацию большинства баженовских построек: Среднего (Оперного дома) и Малого дворцов, Первого и Второго кавалерских корпусов, Фигурных ворот, Большого и Фигурного мостов. В 1996-м прошли первые музейные выставки в Малом дворце, а в отреставрированном Оперном доме состоялись дебютные выступления — он являлся главным концертным и выставочным залом музея-заповедника в течение десяти последующих лет. В 1998 году Патриарх Алексий II провёл торжественное освящение Храма иконы Божией Матери «Живоносный Источник», входящего в состав дворцового ансамбля. Фигурные (Виноградные) ворота, Третий кавалерский корпус, Оранжерейный мост, парковую беседку «Храм Цереры» отреставрировали позднее.

### Реставрация
В 2005 году правительство России передало музей-заповедник в собственность города. Через год была принята комплексная целевая программа его развития до 2008-го. Обсуждалось два варианта восстановления Большого дворца: первый предполагал реконструкцию возведённой Матвеем Казаковым постройки с функциональной отделкой интерьеров, второй — дополнение строения нарядным декором и оформление помещений под дворцовые стили XVIII—XIX веков. Мэром Москвы Юрием Лужковым был принят второй вариант, его также поддержал Михаил Посохин, генеральный директор «Моспроекта-2». Руководитель Института искусствознания Алексей Комеч назвал реализованный проект «фантазийной реставрацией», суть которой он выразил фразой: 
У нас будет прошлое, какое мы захотим, и историческое наследие, которое мы создадим.
Руководили работами префект Южного административного округа Москвы Пётр Бирюков и первый заместитель директора департамента градостроительной политики Александр Левченко. Основные проектные задачи выполняли специалисты «Моспроекта-2». Раскопки руин Большого дворца проводили экспедиции во главе с Александром Векслером и Институтом археологии Российской академии наук. В 2005—2007 годах провели полную реконструкцию Царицынского парка по проекту группы ландшафтных архитекторов под управлением М. Р. Мориной: восстановили и благоустроили аллеи и дорожки, расчистили самосевные заросли, вырубили сухостой. В 2006-м завершилась реставрация Хлебного дома, приспособленного для музейной экспозиции. Он приобрёл стеклянный купол, преобразовавший внутренний двор в атриум. В то же время под руководством Михаила Дмитриевича Голубина были отреставрированы Башня-руина, парковые павильоны «Миловида» и «Нерастанкино», гротесковые мостики. В пейзажном парке вновь появились садовые скульптуры — несколько статуй работы Александра Бурганова. По проекту группы архитекторов под началом А. Н. Оболенского проводилась экологическая реабилитация Царицынских прудов, реконструкция плотин и лодочных пристаней. В 2007 году на Среднем пруду, в обрамлении восстановленного острова-подковы, был открыт крупнейший в Москве светодинамический фонтан. В августе того же года завершилось восстановление Большого Царицынского дворца и в День города состоялось торжественное открытие дворцового ансамбля. В церемонии принимали участие мэр Москвы Юрий Лужков и президент Владимир Путин.
В 2010 году в 23 залах Хлебного дома была организована выставка «Екатерина II памяти потомков», подготовленная к 280-летию со дня рождения императрицы.

Панорама Царицына, 2020 год

## Экспозиция

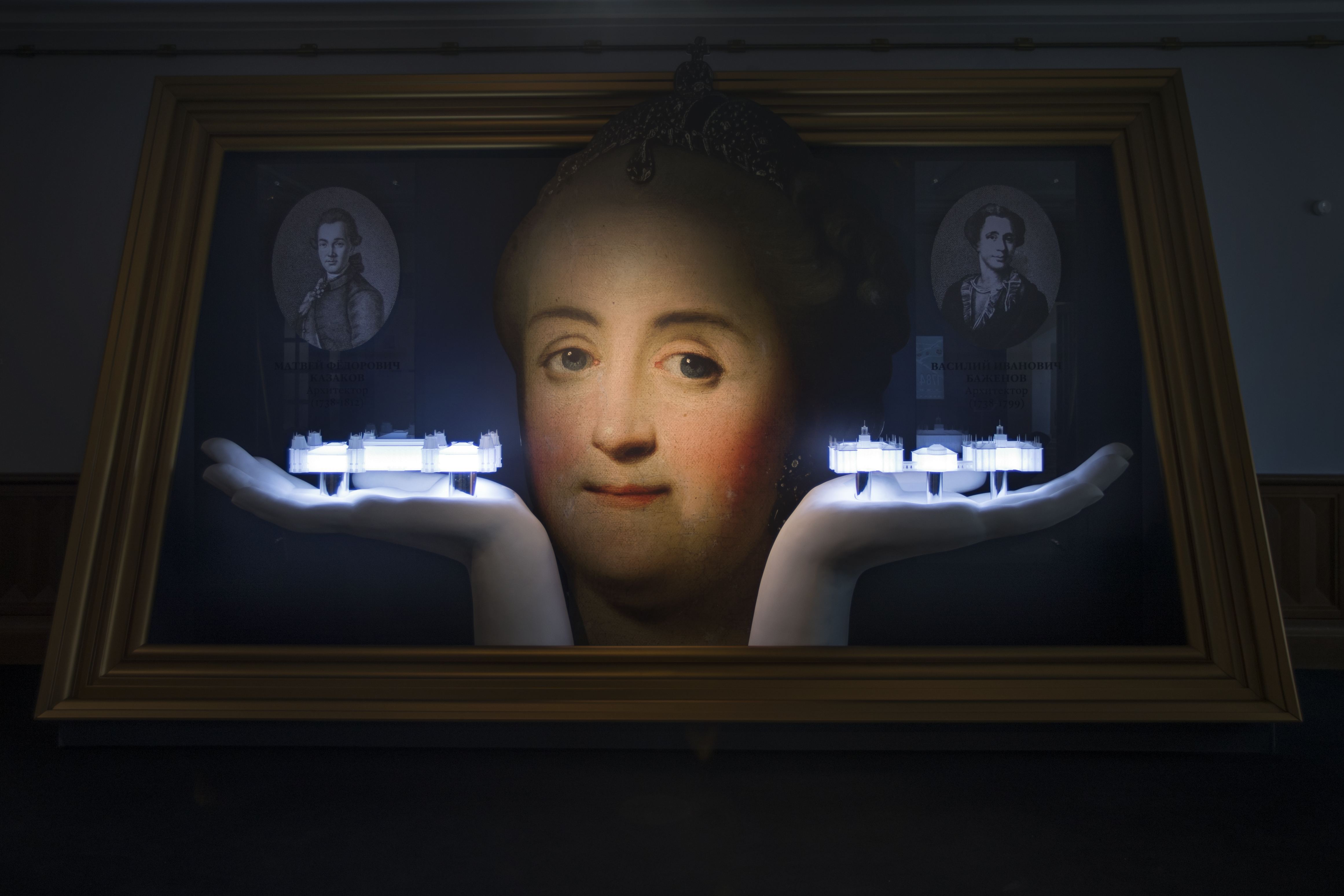
Экспозиция «Царицыно Екатерины II», 2018 год

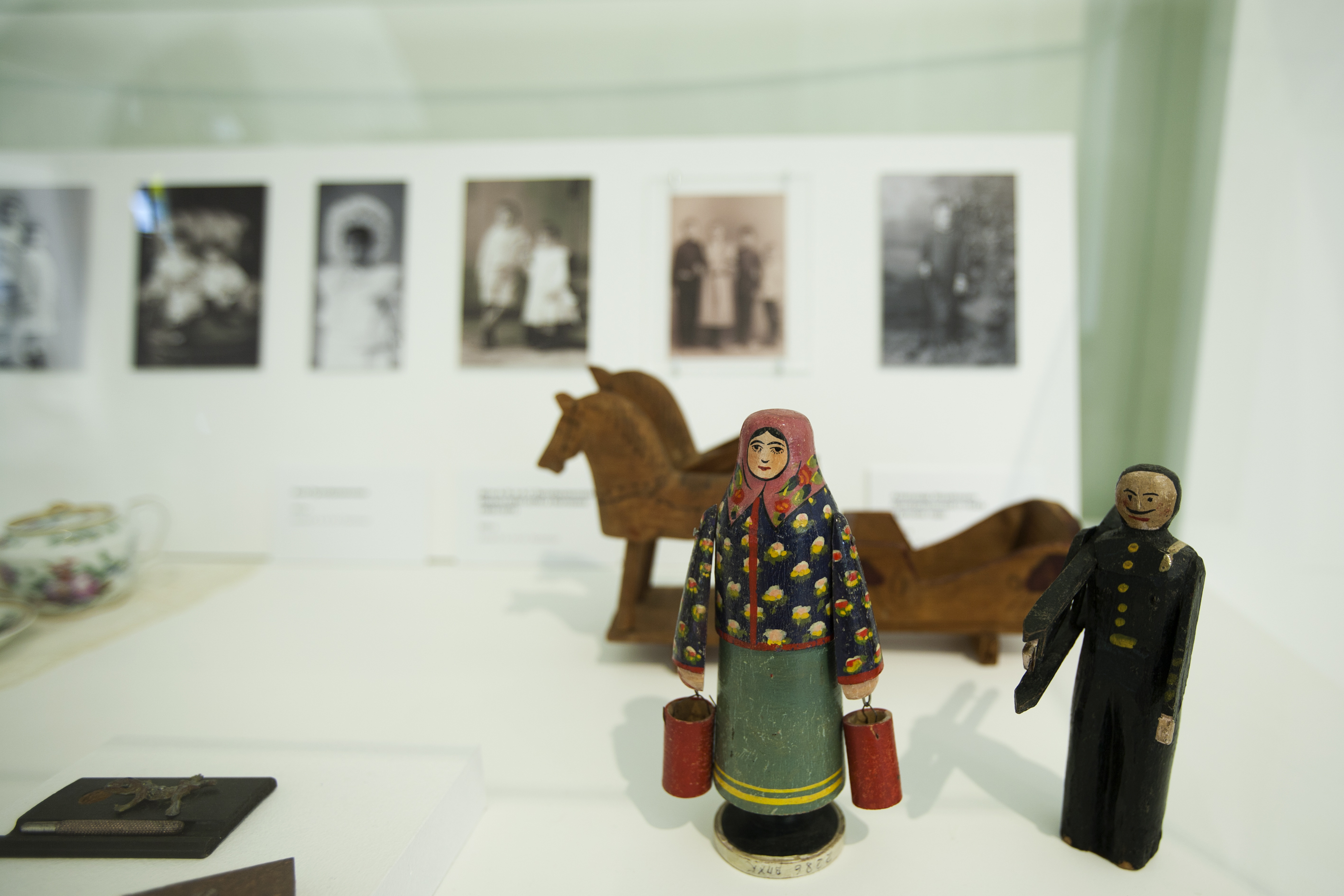
Экспозиция «Дачное Царицыно», 2018 год

В коллекции музейного комплекса центральное место занимают экспонаты декоративно-прикладного искусства: фарфор, стекло, керамика, художественный текстиль, гобелены, кожа, ювелирные изделия. Они делятся на две временные эпохи: раритеты 1920-х — первой половины 1930-х годов и культуру СССР послевоенных лет. В разделе народного и традиционного искусства представлены российские регионы, включая Поволжье, Дальний Восток, а также Среднюю Азию, Казахстан и другие. В коллекцию наивного искусства собраны работы художников из России, Белоруссии, Украины, стран Балтии и Кавказа.
Коллекция русского и западноевропейского художественного наследия XVIII — начала XX веков включает предметы внутреннего убранства, относящиеся к эпохе создания царицынского ансамбля. В музее собраны изделия различных русских и западноевропейских заводов: Императорского, Гарднера, Попова, Батенина, братьев Корниловых, Товарищества промышленника Кузнецова, Мейсена, Севра, Веджвуда, Венской мануфактуры.

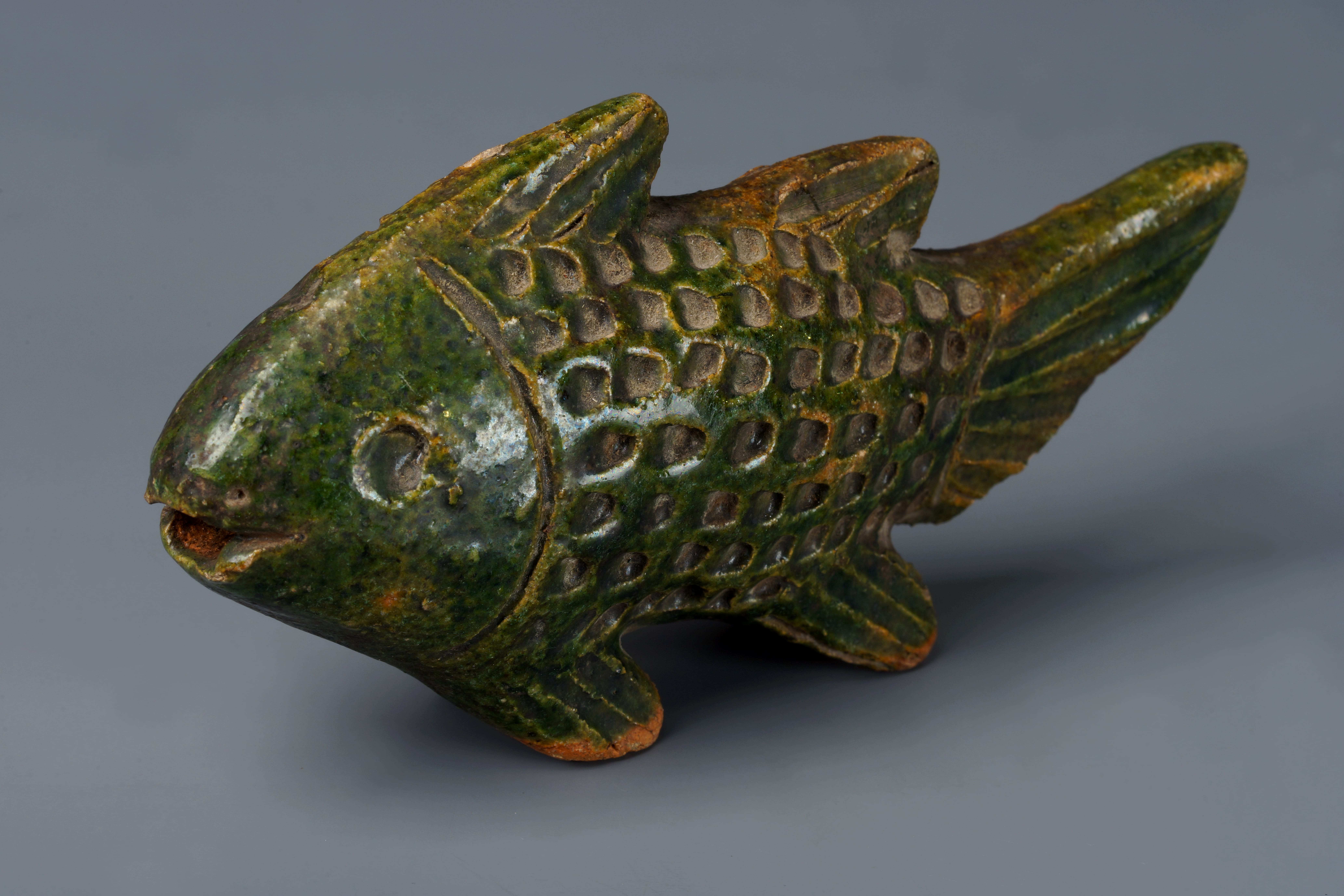
Глиняная игрушка «Рыба» из коллекции Церетелли-Костаки на выставке «Зачем ребенку медведь?». 2017 год

Выставка «Археология Царицына» посвящена находками, полученным во время раскопок на территории музея-заповедника в разные годы. Среди экспонатов встречаются мужские и женские украшения, предметы быта племён вятичей, печные изразцы, детали каменных и деревянных построек, монеты. Постоянно обновляется выставочный проект «Екатерина II. Золотой век Российской империи», посвящённый императрице.
В 2017 году в Третьем кавалерском корпусе была открыта выставка «Дачное Царицыно». Экспонаты рассказывают об истории посёлка, находившегося на территории современного музея-заповедника в конце XIX — начале XX веков.
В 2018 году в Большом дворце открылась новая постоянная экспозиция «Царицыно Екатерины II», рассказывающая о замысле и двадцати годах строительства дворцового ансамбля Царицына, который задумывался как подмосковная развлекательная резиденция Екатерины II. Помимо документов, артефактов, 3D-реконструкций исчезнувшего Царицына и панорам в новой экспозиции применены видео-инсталляции с привлечением известных актеров. Роль Екатерины исполнила актриса «Гоголь-центра» Юлия Ауг, роль Баженова — актер Павел Деревянко, роль Матвея Казакова — актер «Электротеатра Станиславский» Павел Шумский. В эпизодах снимались в том числе два лауреата Золотой маски — Алиса Дмитриева и Ксения Орлова.

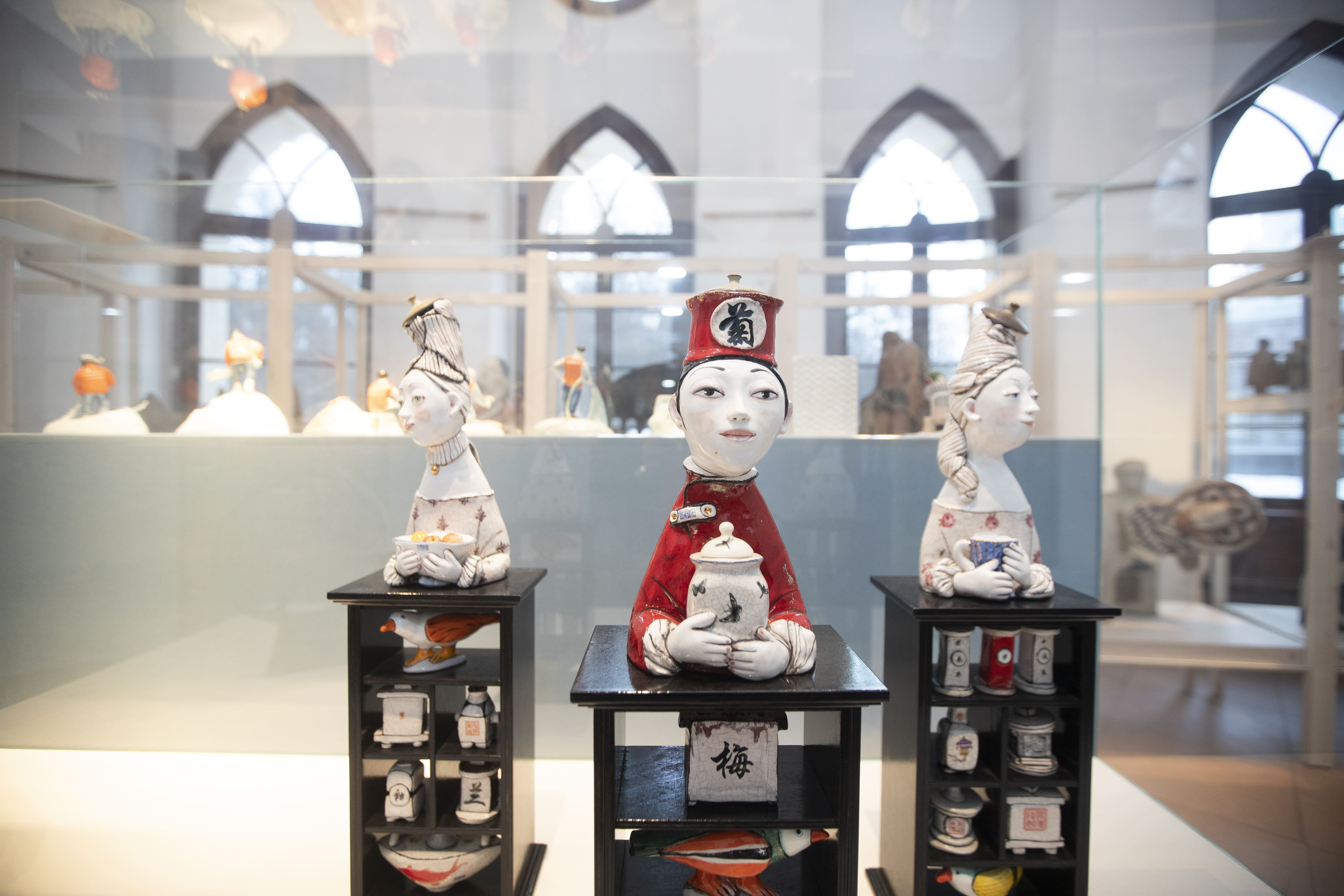
Выставка «Керамика. Парадоксы». 2021 год

В 2019 году в «Царицыне» прошло 4 выставки, на которых можно было увидеть керамику из коллекции музея и работы современных художников-керамистов. На выставке «Керамика. Парадоксы» в Хлебном доме можно было увидеть более 150 произведений из российских музеев и частных собраний — работы Фернана Леже, Пабло Пикассо, Михаила Врубеля, Константина Сомова, Александра Задорина, Владимира Цивина, Михаила Копылкова, Елены Хлендовска, Анастасии Чариной, Елены Скворцовой, Василия Шлычкова, Екатерины Сухаревой и других художников.

## Концертная деятельность
В корпусах музея и на открытых площадках проводятся концертные программы. В атриуме Хлебного дома установлен небольшой орга́н фирмы GlÖtter Gets массой 2,5 тонны с тремя мануалами. В Царицыно также находятся рояли Steinway & Sons, клавесины, арфа, контрабас, литавры и другие музыкальные инструменты.
В музее регулярно проводятся музыкальные фестивали:
- «Классика и джаз», приуроченный ко Дню России[24]
- «Круг Света» (с 2013 года)[25]
- «Романтика лета» (с 2014 года)[26]
- Музыкальный октябрь[27]